# Regalistul proscris, 1651
Regalistul proscris, 1651 (1853) este o pictură de John Everett Millais, care descrie o tânără femeie puritană care protejează un regalist care a fugit după bătălia de la Worcester din 1651, înfrângerea decisivă a lui Carol al II-lea de către Oliver Cromwell. Regalistul se ascunde într-un copac gol, o referință la un incident celebru, în care Carol însuși s-a ascuns într-un copac pentru a scăpa de urmăritorii lui. Millais a fost, de asemenea, influențat de opera lui Vincenzo Bellini, Puritanii.
Millais a pictat tabloul în Hayes, Kent, dintr-un stejar local care a devenit cunoscut ca stejarul lui Millais.